# Wagirpandan
Wagirpandan is een bestuurslaag in het regentschap Kebumen van de provincie Midden-Java, Indonesië. Wagirpandan telt 3543 inwoners (volkstelling 2010).